# Solido di Catalan

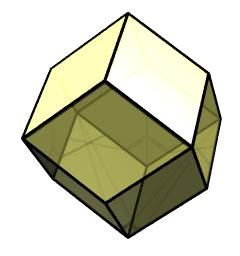
Il dodecaedro rombico è uno dei 13 solidi di Catalan.

In geometria un solido di Catalan, o solido archimedeo duale è un poliedro duale di un solido archimedeo. I solidi di Catalan prendono il loro nome dal matematico belga Eugène Charles Catalan che per primo li ha descritti nel 1865.

## Proprietà

### Facce uniformi
Tutti i solidi di Catalan sono convessi. Poiché i solidi archimedei hanno vertici uniformi, e la dualità scambia i ruoli di vertici e facce, quelli di Catalan hanno facce uniformi: per ogni coppia di facce, esiste una simmetria del solido che sposta la prima nella seconda. D'altra parte, come i solidi archimedei non sono uniformi sulle facce, quelli di Catalan non lo sono sui vertici: esistono infatti vertici aventi valenze differenti.
Contrariamente alle facce dei solidi platonici e dei solidi archimedei, le facce dei solidi di Catalan non sono poligoni regolari. Tuttavia le cuspidi ai vertici sono regolari e presentano angoli diedri uguali. Inoltre due dei solidi di Catalan, il dodecaedro rombico e il triacontaedro rombico, sono uniformi sugli spigoli.

### Chiralità
Come per i duali solidi archimedei, vi sono due coppie chirali di solidi di Catalan: una riguarda l'icositetraedro pentagonale e l'esacontaedro pentagonale. Sono solidi che non sono equivalenti alla loro immagine riflessa.
Come per l'ipersfera di Poincaré il solido di Catalan potrebbe avere degli impieghi nella trasformazione della curvatura dello spazio-tempo su più dimensioni.

## I solidi
Nella tabella, il gruppo di simmetria Oh, Ih e Td è rispettivamente il gruppo di simmetria dell'ottaedro, icosaedro e tetraedro. I gruppi O ed I sono i sottogruppi rispettivamente di Oh e Ih formati dalle simmetrie che preservano l'orientazione.
| Nome e immagine                                      | Solido archimedeo duale  | Facce | Spigoli | Vertici | Tipo faccia          | Gruppo di simmetria |
| ---------------------------------------------------- | ------------------------ | ----- | ------- | ------- | -------------------- | ------------------- |
| dodecaedro rombico (Animazione)                      | cubottaedro              | 12    | 24      | 14      | rombo                | Oh                  |
| triacontaedro rombico (Animazione)                   | icosidodecaedro          | 30    | 60      | 32      | rombo                | Ih                  |
| triacistetraedro (Animazione)                        | tetraedro troncato       | 12    | 18      | 8       | triangolo isoscele   | Td                  |
| triacisottaedro (Animazione)                         | cubo troncato            | 24    | 36      | 14      | triangolo isoscele   | Oh                  |
| tetracisesaedro (Animazione)                         | ottaedro troncato        | 24    | 36      | 14      | triangolo isoscele   | Oh                  |
| triacisicosaedro (Animazione)                        | dodecaedro troncato      | 60    | 90      | 32      | triangolo isoscele   | Ih                  |
| pentacisdodecaedro (Animazione)                      | icosaedro troncato       | 60    | 90      | 32      | triangolo isoscele   | Ih                  |
| icositetraedro trapezoidale (Animazione)             | rombicubottaedro         | 24    | 48      | 26      | deltoide             | Oh                  |
| esacisottaedro (Animazione)                          | cubottaedro troncato     | 48    | 72      | 26      | triangolo scaleno    | Oh                  |
| esacontaedro trapezoidale (Animazione)               | rombicosidodecaedro      | 60    | 120     | 62      | deltoide             | Ih                  |
| esacisicosaedro (Animazione)                         | icosidodecaedro troncato | 120   | 180     | 62      | triangolo scaleno    | Ih                  |
| icositetraedro pentagonale (Animazione) (Animazione) | cubo camuso              | 24    | 60      | 38      | pentagono irregolare | O                   |
| esacontaedro pentagonale (Animazione) (Animazione)   | dodecaedro camuso        | 60    | 150     | 92      | pentagono irregolare | I                   |